# جوزيف دان
جوزيف دان (بالعبرية: יוסף דן‏) هو فيلسوف إسرائيلي، ولد في 1935 في بودابست في المجر.